# Begonia megaptera
Begonia megaptera es una especie de planta perenne perteneciente a la familia Begoniaceae. Se encuentra en Asia donde se distribuye por Bután; India en Arunachal Pradesh y Bengala Occidental, Nepal y Birmania.

## Taxonomía
Begonia megaptera fue descrita por Alphonse Pyrame de Candolle y publicado en Annales des Sciences Naturelles; Botanique, série 4 11: 134. 1859.
Etimología
Begonia: nombre genérico, acuñado por Charles Plumier, un referente francés en botánica, honra a Michel Bégon, un gobernador de la excolonia francesa de Haití, y fue adoptado por Linneo.
megaptera: epíteto que deriva de las palabras griegas: mega, μεγαϛ, μεγαλον = "grande" y pteron, πτερον = "pluma, alas".